# Unione Sportiva Cremonese 1947-1948
Questa pagina raccoglie le informazioni riguardanti l'Unione Sportiva Cremonese nelle competizioni ufficiali della stagione 1947-1948.

## Stagione
Nella stagione 1947-1948, come l'anno precedente le 54 formazioni di Serie B e C vennero divise in tre gironi, però con trentadue retrocesse. La Cremonese giunse sesta nel girone B a braccetto con Prato e Parma, disputò poi gli spareggi salvezza che videro retrocedere il Prato.

## Rosa
| N. |                   | Ruolo | Calciatore          |
| -- | ----------------- | ----- | ------------------- |
|    | Italia (bandiera) | A     | Renato Antolini     |
|    | Italia (bandiera) | D     | Pietro Bacchini     |
|    | Italia (bandiera) | A     | Mario Barera        |
|    | Italia (bandiera) | D     | Celso Battaia       |
|    | Italia (bandiera) | A     | Renato Cattaneo     |
|    | Italia (bandiera) | C     | Goffredo Colombi    |
|    | Italia (bandiera) | C     | Fausto Denti        |
|    | Italia (bandiera) | C     | Volturno Diotallevi |
|    | Italia (bandiera) | A     | Adriano Gè          |
|    | Italia (bandiera) | P     | Giovanni Gennari    |

| N. |                   | Ruolo | Calciatore          |
| -- | ----------------- | ----- | ------------------- |
|    | Italia (bandiera) | C     | Vaifro Goffi        |
|    | Italia (bandiera) | C     | Giuseppe Guarneri   |
|    | Italia (bandiera) | C     | Giorgio Michelini   |
|    | Italia (bandiera) | A     | Gianfranco Parati   |
|    | Italia (bandiera) | A     | Ottorino Paulinich  |
|    | Italia (bandiera) | C     | Sergio Riva         |
|    | Italia (bandiera) | A     | Leo Trovati         |
|    | Italia (bandiera) | D     | Francesco Varicelli |
|    | Italia (bandiera) | A     | Pasquale Vivolo     |
|    | Italia (bandiera) | A     | Teodoro Zanini      |

## Risultati

### Campionato

#### Girone di andata
| Arbitro: | Matucci (Seregno) |

|                         |           |  |
| Barera 35’ Cattaneo 67’ | Marcatori |  |

| Arbitro: | Cicardi (Lecco) |

|                      |           |                      |
| Brumat 18’ Milli 75’ | Marcatori | 40’ Barera 70’ Denti |

| Arbitro: | Pera (Firenze) |

|            |           |                    |
| Barera 89’ | Marcatori | 5’ 20’ Cammoranesi |

| Arbitro: | Picasso (Milano) |

|                      |           |            |
| Marmiroli II 79’ 89’ | Marcatori | 28’ Vivolo |

| Arbitro: | Bergomi (Milano) |

|  |           |                   |
|  | Marcatori | 30’ Degli Esposti |

| Arbitro: | Neri (Vicenza) |

|                      |           |  |
| Varicelli 69’ (aut.) | Marcatori |  |

| Cremona 26 ottobre 1947 7ª giornata | Cremonese            | 0 – 0 | Venezia | Stadio Giovanni Zini\| Arbitro: \| Dellarole (Vercelli) \| |
| Arbitro:                            | Dellarole (Vercelli) |       |         |                                                            |

| Bolzano 2 novembre 1947 8ª giornata | Bolzano        | 0 – 0 | Cremonese | Stadio Druso\| Arbitro: \| Zago (Belluno) \| |
| Arbitro:                            | Zago (Belluno) |       |           |                                              |

| Arbitro: | Massironi (Milano) |

|                           |           |              |
| Cattaneo 44’ Antolini 48’ | Marcatori | 50’ Frattini |

| Arbitro: | Ferrari Agradi (Genova) |

|  |           |            |
|  | Marcatori | 38’ Barera |

| Arbitro: | Greppi (Brescia) |

|              |           |  |
| Antolini 14’ | Marcatori |  |

| Arbitro: | Moradei (Trieste) |

|           |           |            |
| Borri 68’ | Marcatori | 60’ Barera |

| Arbitro: | Boffardi (Genova) |

|             |           |  |
| Cattaneo 3’ | Marcatori |  |

| Arbitro: | Picasso (Milano) |

|          |           |  |
| Sega 63’ | Marcatori |  |

| Arbitro: | Tibaldi (Savona) |

|             |           |  |
| Berruti 82’ | Marcatori |  |

| Arbitro: | Moradei (Trieste) |

|                                       |           |              |
| Paulinich 20’ Cattaneo 38’ Barera 57’ | Marcatori | 53’ Grillone |

| Arbitro: | Caporali (Perugia) |

|                        |           |              |
| Pucci 10’ Coltella 76’ | Marcatori | 19’ Cattaneo |

#### Girone di ritorno
| Arbitro: | Caporali (Perugia) |

|  |           |             |
|  | Marcatori | 88’ Colombi |

| Arbitro: | Savio (Torino) |

|                                                                        |           |  |
| Denti 25’ Zanini 35’, 88’ Barera 46’, 85’ 56’ Colombi 72’ Cattaneo 74’ | Marcatori |  |

| Arbitro: | Ferrari (Firenze) |

|                                    |           |                    |
| Emiliani 17’ De Lazzari 44’ (rig.) | Marcatori | 35’ (rig.) Colombi |

| Arbitro: | Boffardi (Genova) |

|                             |           |             |
| Cattaneo 10’ 38’ Barera 53’ | Marcatori | 67’ Rizzoni |

| Prato 14 marzo 1948 22ª giornata | Prato          | 0 – 0 | Cremonese | Stadio Lungobisenzio\| Arbitro: \| Selva (Torino) \| |
| Arbitro:                         | Selva (Torino) |       |           |                                                      |

| Arbitro: | Bernardi (Savona) |

|           |           |             |
| Goffi 32’ | Marcatori | 61’ Boscolo |

| Arbitro: | Maurelli (Roma) |

|            |           |  |
| Ottino 12’ | Marcatori |  |

| Arbitro: | Balestrino (Oneglia) |

|                                 |           |  |
| Colombi 20’ (rig.) Cattaneo 25’ | Marcatori |  |

| Arbitro: | Campi (Livorno) |

|                       |           |            |
| Beghi 4’ Porcelli 18’ | Marcatori | 79’ Zanini |

| Arbitro: | Monti (Genova) |

|                         |           |             |
| Barera 10’ Cattaneo 20’ | Marcatori | 32’ Zanollo |

| Cento 2 maggio 1948 28ª giornata | Centese          | 0 – 0 | Cremonese | Stadio Loris Bulgarelli\| Arbitro: \| Fornari (Genova) \| |
| Arbitro:                         | Fornari (Genova) |       |           |                                                           |

| Arbitro: | Donati (Milano) |

|                                |           |                           |
| Battaia 41’ Colombi 59’ (rig.) | Marcatori | 16’ Bellini 82’ Mantovani |

| Arbitro: | Savio (Torino) |

|          |           |  |
| Matè 44’ | Marcatori |  |

| Arbitro: | Bernardi (Bologna) |

|                                  |           |          |
| Parati 42’ Barera 63’ Parati 83’ | Marcatori | 69’ Lodi |

| Arbitro: | Boffardi (Genova) |

|                        |           |  |
| Colombi 20’ (rig.) 87’ | Marcatori |  |

| Arbitro: | Porcellana (Genova) |

|            |           |                                            |
| Salati 21’ | Marcatori | 15’ 25’ Parati 46’ Cattaneo 57’ 69’ Barera |

| Arbitro: | Buratti (Milano) |

|                                                    |           |  |
| Parati 6’ Denti 12’ Colombi 22’ 78’ Diotallevi 80’ | Marcatori |  |